# 효행초등학교
효행초등학교(孝行初等學校)는 대한민국 경기도 화성시에 있는 공립 초등학교이다.

## 연혁
- 2017년 3월 1일 : 개교